# Kamila Hansen
Kamila Hansen (Cabo de Santo Agostinho, 26 de junho de 1992) é uma modelo brasileira.
Foi descoberta enquanto passeava num shopping da capital pernambucana, Recife. No começo resistiu, mas por insistência da mãe, aceitou seguir carreira de modelo. Começou a trabalhar no Recife, cidade na qual ainda passaria dois anos – porque ainda não tinha terminado o colégio –, e partiu então para Nova York, em sua primeira viagem à cidade norte-americana. Depois de um ano e dois meses, passou a fazer parte da agência Ford Models, e se mudou para Nova York. Kamila pretendia cursar graduação em Direito, mas não chegou a fazer vestibular porque viajou para os Estados Unidos.

## Carreira
Kamila Hansen já trabalhou para marcas renomadas como Versace, Givenchy, Giorgio Armani, Armani Privé, Emporio Armani, Carolina Herrera, Oscar De La Renta, Stéphane Rolland, Express, Moschino, entre muitas outras; e posou para revistas como Vogue, Elle, Harper's Bazaar, Glamour, dentre outras tantas.